# Hylaeus leptocephalus
Hylaeus leptocephalus là một loài ong trong họ Colletidae. Loài này được Morawitz miêu tả khoa học đầu tiên năm 1870.